# Eugénitine
L'eugénitine est un composé organique de la famille des chromones.  Elle est notamment présente dans le giroflier, mais a aussi été isolée dans des champignons de l'espèce Cylindrocarpon sp. C.M.I. 127996.

## Synthèse
L'eugénitine a été synthétisée par cyclisation de Kostanecki par l'acétate de sodium-anhydride acétique de la C-méthylphloracétophénone en 1952. Elle a également été synthétisée à partir de la visnagine, de la khelline et du khellol en 1953.